# Baulay
Baulay é uma comuna francesa na região administrativa de Borgonha-Franco-Condado, no departamento de Alto Sona. Estende-se por uma área de 8,22 km². Em 2010 a comuna tinha 305 habitantes (densidade: 37,1 hab./km²).